# Alexander Duff, 1:e hertig av Fife
Alexander Duff, hertig av Fife Alexander William George Duff, 1:e hertig av Fife, född 10 november 1849, död 12 januari 1912, viscount Macduff mellan 1857 och 1879 och earl av Fife mellan 1879 och 1889, var en brittisk pär. 

## Biografi
Alexander Duff var son till James Duff, 5:e earl av Fife.
Han var en av Storbritanniens största jordägare och parlamentsledamot för Elginshire/Nairnshire i Skottland från 1874-1879. 1889-98 var Duff vicepresident i South African company.

### Fanmilj
Han gifte sig 1889 på Buckingham Palace, London, med prinsessan Louise av Storbritannien, äldsta dotter till Edvard (VII) och Alexandra av Danmark. Efter bröllopet gav makans farmor, drottning Viktoria, sondotterns make titeln hertig av Fife i bröllopsgåva. 
- Alastair Duff (född och död 1890)
- Alexandra, hertiginna av Fife vid faderns död 1912 (1891-1959), gift med prins Arthur av Connaught
- Maud Duff (1893-1945), gift med Charles Alexander Carnegie, 11:e earl av Southesk (1893-1992)